# Illya Kvasha
Illya Kvasha (Mykolaiv, 5 de março de 1988) é um saltador ucraniano. Especialista no trampolim, medalhista olímpica 

## Carreira
Illya Kvasha representou seu país nos Jogos Olímpicos de Verão de 2008 e 2012, na qual conquistou uma medalha de bronze, no trampolim sincronizado com Oleksiy Prygorov em Pequim 2008 

### Rio 2016
No trampolim individual ficou em 6º lugar com 475.10 pts.